# Intel 850

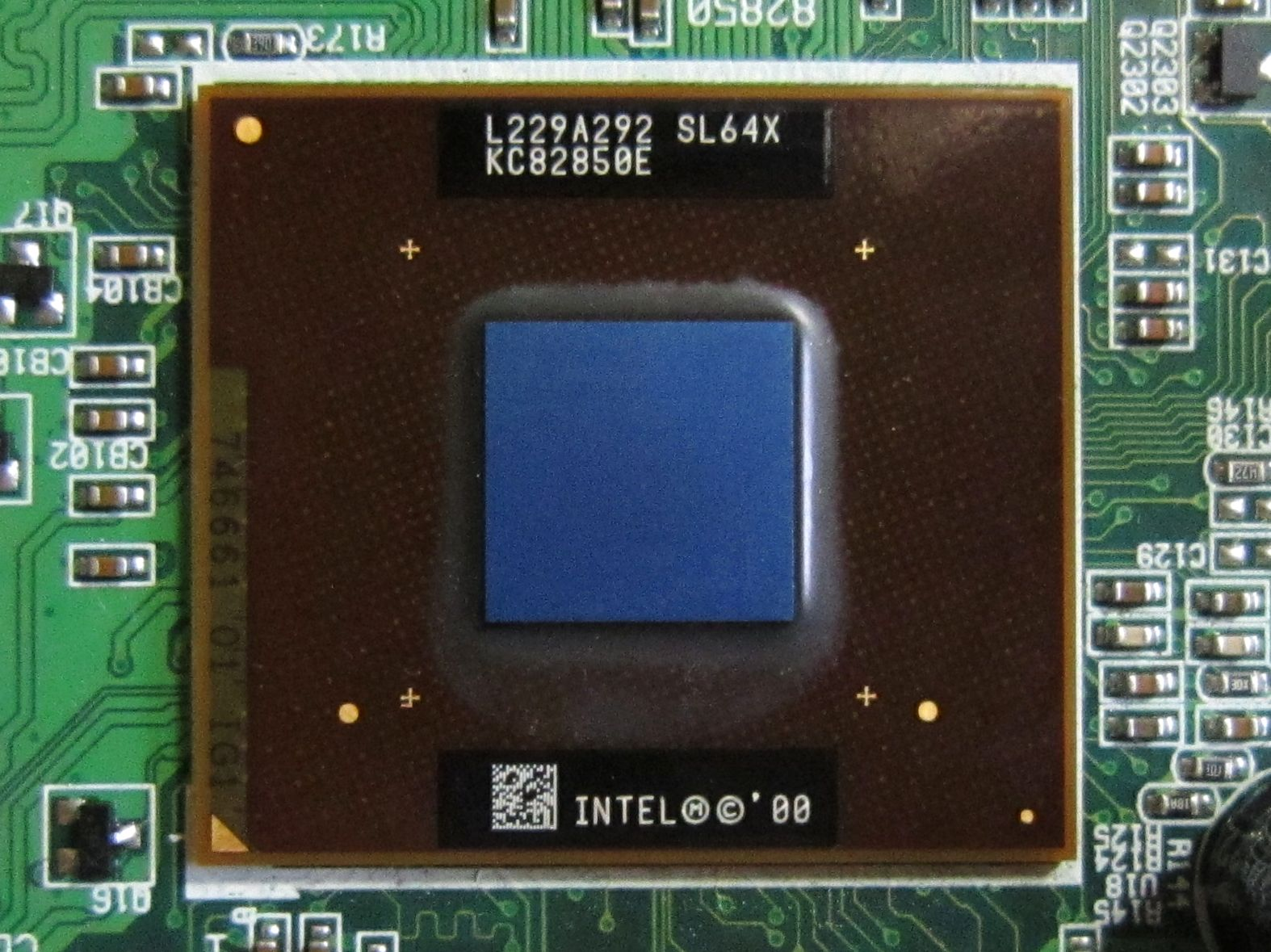
Intel 850E MCH

Intel 850はインテル社のPentium 4プラットフォーム向けチップセットおよびファミリー名である。最初のPentium 4用チップセットであり、最後のRDRAM対応チップセットとなった。
なおPentium M、Celeron Mと同時にリリースされたIntel 855チップセット、およびその下位のIntel 852チップセットは全く別系統の製品であり、本稿では取り上げない。

## 概要
Intel 850 (i850) は2001年9月にインテルが発表したNetBurstマイクロアーキテクチャプラットフォーム向けチップセットの名称およびファミリー名である。開発コードネームはTehama (テハマ)。
Intel 810以来のハブ・アーキテクチャで構成されており、ノースブリッジに相当するMemory Controller Hub (MCH) とサウスブリッジに相当するICH (I/O Controller Hub) が組み合わされる。これらは帯域幅266MB/sのハブ・リンク（Hub Link）により接続される。
Intel 850の最大の特徴はデュアルチャンネルのRDRAMに対応する点である。Intel 850はPC600またはPC800の16bit RIMMに対応し、PC800 RIMM (Rambus Inline Memory Module) の使用時にはメモリ帯域は3.2GB/sに達した。これは前世代で主流であったPC133 SDRAMのメモリ帯域1.06GB/sの3倍であり、Pentium 4で採用されたQDR 400MHzのFSBの帯域3.2GB/sにマッチングしている。
ただしFSBが帯域幅4.2GB/sの533MHzに引き上げられたマイナーチェンジ版のIntel 850Eでもメモリの対応は据え置かれたため、FSB 533MHz使用時にはFSBの帯域幅に対してメモリ帯域が不足する仕様となっている。
ICHには実績のあるICH2が採用されるなど、RDRAMに対応している以外は手堅い構成となっており、SMP機能にも対応していない。
Intel 850はPentium 4システム用チップセットとしてPentium 4の発表と同時に投入された。
しかしIntel 850はRIMMの割高さを始めとする諸要因に阻まれ、インテルが思うようには普及が進まなかった。Intel 850の普及が停滞しているうちにAMDのプラットフォームが存在感を強め、その対抗に急遽リリースした下位製品であったはずのIntel 845はIntel 850以上に人気を集めた。2002年5月にはFSB 533MHzに対応したIntel 850Eが発表されたものの、インテルはIntel 850およびRDRAMの普及を断念し、Pentium 4用チップセットの主力をIntel 845ファミリーに切り替えた。
2003年5月、後継製品となるIntel E7205およびIntel E7505の発表により、Intel 850ファミリーは役目を終えた。

## MCH
MCHであるIntel 82850はメインメモリとしてデュアルチャンネルのRDRAMをサポートする。使用できるRIMMは16bitのPC600かPC800である。PC700は使用できない。マイナーチェンジ版のIntel 850Eでは32bit RIMMに対応したマザーボードも発売されている。
Intel 820や後に登場するデュアルチャンネルDDR SDRAM対応チップセットと異なり、シングルチャンネルで動作することが出来ない。そのため16bit RIMM使用時には必ず同容量・同速度のRIMMを2枚または4枚装着してデュアルチャンネルで使用する必要がある (32bit RIMMであれば1枚で動作可能)。また、RIMMを装着しないメモリソケットにはC-RIMMと呼ばれるダミーモジュールを装着する必要があるため、多くのマザーボードがC-RIMMを同梱していた。
CPUとはQDR動作のFSBで接続されている。初期のモデルでは400MHzのみに対応していたが、FSB 533MHz版のPentium 4の登場に合わせ、Intel 850Eでは533MHz動作に対応している。
グラフィック用にはAGP2.0準拠のAGP 4xスロットをサポートしているが、内蔵グラフィックスは搭載していない。
またパフォーマンス向けチップセットであるにもかかわらず、SMP機能にも非対応である。これは以後のパフォーマンス向けチップセットにも踏襲されている。
82850シリーズは0.13μmプロセスルールで製造されるFC-BGAパッケージ (Flip Chip Ball Grid Array Package) で供給された。なお、インテルのチップセットがFC-BGAで供給されたのはIntel 850が最初であったため、登場当初はCoppermineコアのようだと言われた。

## ICH
Intel 850ではICH (I/O Controller Hub) としてICH2 (82801BA) が採用された。ICH2はIntel 815E/810E2等で採用された実績があり、Ultra ATA100や4ポートのUSB 1.1およびAC'97音源やイーサネットコントローラの内蔵など、当時としては標準的な機能をサポートしている。
後期のIntel 850Eも公式サポートはICH2のみで、下位のIntel 845E/G/GLと異なりICH4 (82801DA) をサポートしなかった。しかし一部のベンダーは独自にIntel 850EにICH4を組合わせたマザーボードを出荷している。

## 評価と影響

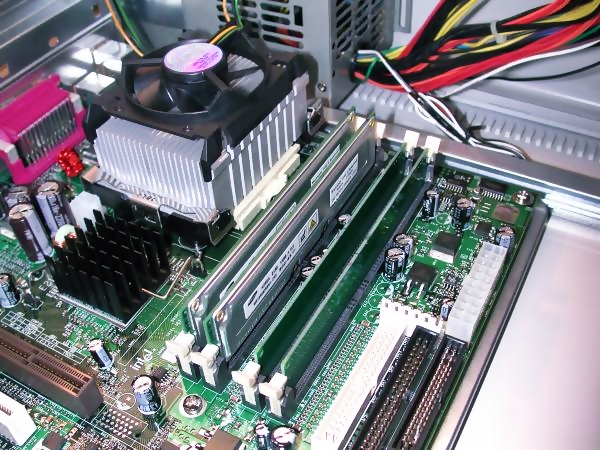
Intel 850GB マザーボード

Intel 850は圧倒的な帯域幅を誇るメモリ性能で、新型のPentium 4に最適なチップセットとしての普及が期待されていた。さらに次世代のPC用メモリとしてRDRAMを推進するインテルのRDRAM戦略にとっても切り札と言うべき存在だった。
しかしIntel 850は最後まで普及製品として成功することが出来なかった。これには以下の理由が考えられる。
初期の展開に失敗した要因
- Intel 820の失敗によるRDRAMへのネガティブなイメージ

インテルは以前にIntel 820でRDRAMの普及を狙ったことがあったが、その際にはトラブルが続き、結局Intel 820およびRDRAMの普及は失敗していた。このため、市場にはRDRAMシステムの安定性や性能に対する不信感が強く残っていた。
またIntel 820の失敗でRDRAMの普及を進めるインテルの目論見は大幅に外れてしまい、RIMMが市場にいまだ普及しておらず量産によるコストダウンも不十分な状態なまま、RDRAM専用のIntel 850は投入されることになってしまった。
- プラットフォームとしての導入コストの高さ

上述の通りIntel 820の失敗の為に、RDRAMは相変わらずSDRAMの数倍もの値段のする高価なメモリであった。またPentium 4システムにはATX 2.03準拠の電源と対応ケースの使用が推奨されたため、多くのユーザーにとってはほとんど丸ごとの買換えが必要とされた。
特に当時は98年4月に登場したIntel 440BXとPC100 SDRAMのシステムでも、部分的にはPentium 4 1.5GHzに匹敵するPentium III 1GHzが搭載可能など極めて長いアップグレード性を誇っていた時期でもあり、Pentium 4プラットフォームの割高感を一層強めていた。
- Pentium 4プラットフォームの問題

Pentium 4プロセッサは当時最高の1.4GHz/1.5GHzというクロックで登場したが、その性能は必ずしもクロック通りではなかった。特に整数演算などの処理では1GHzのPentium IIIにすら優位を示せない部分があった。またインテルはWillametteコアのPentium 4を当初はSocket 423で投入したが、低発熱化・高性能化がされるNorthwoodコアのPentium 4は次世代のSocket 478でのみ供給する方針を早くから明確にしており、Socket 423は繋ぎの存在でしかなかった。
最終的に失敗した要因
- DDR SDRAMの台頭

インテルはPC800デュアルチャンネルのIntel 850システムはPC133 SDRAMのIntel 845システムに対し数%から十数%の性能差があると主張しており、RDRAMこそSDRAMに代わる次世代PCメモリとして推進していた。
しかしインテルがRDRAM戦略を開始した頃にはほぼ想定外であったDDR SDRAMがAMDプラットフォームで成功を収め、その価格と性能のバランスの良さが広まるにつれ、市場では次世代PC用メモリとしての高価なRDRAMの将来性に懐疑的な見方が広がっていた。

Intel 850自体はIntel 820のようなトラブルは起こさなかったが、様々な要因がプロやヘビーユーザーに問題視され、Pentium 4システムの導入をためらわせた。インテルもPentium 4プロセッサのリテールパッケージにRIMMをバンドルするなどRDRAM普及の促進に努めたが、特にSocket 423版の頃には様子見の姿勢が広がりアーリーアダプターの確保に失敗した。そして、実際にSocket 478版が登場した頃には予定外だったIntel 845が登場し普及を始めており、さらに台頭が顕著になっていたDDR SDRAMに対応したPentium 4用チップセットが強く望まれる状況になっていた。これを受けたインテルがDDR SDRAM対応のIntel 845 B-Steppingが投入すると、コストパフォーマンスに優れたIntel 845ファミリーはただちにPentium 4用チップセットの主流に躍り出た。
2002年5月にはマイナーチェンジ版のIntel 850Eが発表されたが、その改良点はFSB 533MHzへの対応のみに留まり、期待されていたPC1066 RIMMへの対応やICH4のサポートは見送られた。同時に発表されたIntel 845E/G/GLが様々な改良点やモデルとともに華やかに発表されたのとは対照的であった。
新しい533MHz FSBの帯域幅は4.2GB/sに達するが、Intel 850Eも公式なサポートはデュアルチャンネルPC800による3.2GB/sまでであり、FSB帯域に対するメモリ帯域の不足を起こしている。当時すでに市場に登場していたPC1066 RIMMによるデュアルチャンネルであれば4.2GB/sの帯域をクリアできるが、インテルはそれを行わなかった。これらは、インテルがこの段階ですでにIntel 850とRDRAMの普及路線を断念しており、Intel 850EのPC1066対応、およびICH4サポートに対してコストのかかるバリデーション（検証）がキャンセルされたからだとも言われている。
以後のインテルは、DDR SDRAMに対応したIntel 845の高性能化とラインナップの充実に力を注ぐことになった。Intel 850Eはほとんど省みられないまま、性能を重視するワークステーション用途に限定された。2003年に発表されたデュアルチャンネルDDR SDRAMに対応のワークステーション用チップセットE7205およびE7505をもって、Intel 850ファミリーは役割を終え、インテルが莫大なコストと時間をかけたRDRAM戦略も完全に放棄された。
わずかに、互換チップセットメーカーであるSiSがIntel 850ファミリーの終了後もRDRAM対応のハイエンドチップセットR658の計画を残していたが、市場に投入されないままロードマップから消滅している。

## ラインナップ
| 製品名 | 対応FSB(QDR) | 対応メモリ       | メモリ容量 | ECC | 外部AGP | 内蔵グラフィック | ICH  | ATA    | USB       | PCI | SMP    |
| ------ | ------------ | ---------------- | ---------- | --- | ------- | ---------------- | ---- | ------ | --------- | --- | ------ |
| 850    | 400MHz       | PC600/800(16bit) | 2GB        | 有  | 有      | 無               | ICH2 | ATA100 | USB1.1 ×4 | 6   | 非対応 |
| 850E   | 400/533MHz   | PC600/800(16bit) | 2GB        | 有  | 有      | 無               | ICH2 | ATA100 | USB1.1 ×4 | 6   | 非対応 |